# Satèl·lit (biologia)
Els satèl·lits són aquells microorganismes que s'han pogut cultivar tot i haver dipositat un antisèptic damunt d'ells.
Per exemple: Si sembrem  Escherichia coli  en una placa de Petri i tot seguit hi diositem al damunt un cotó impregnat amb Betadine (format principalment per iode), després de deixar-l'hi un temps (mínim 1 dia), podem observar com es formen dos halos al voltant del cotó. En el segon halo hi creixen uns quants bacteris, els quals s'anomenen satèl·lits.